# Кланы Шотландии

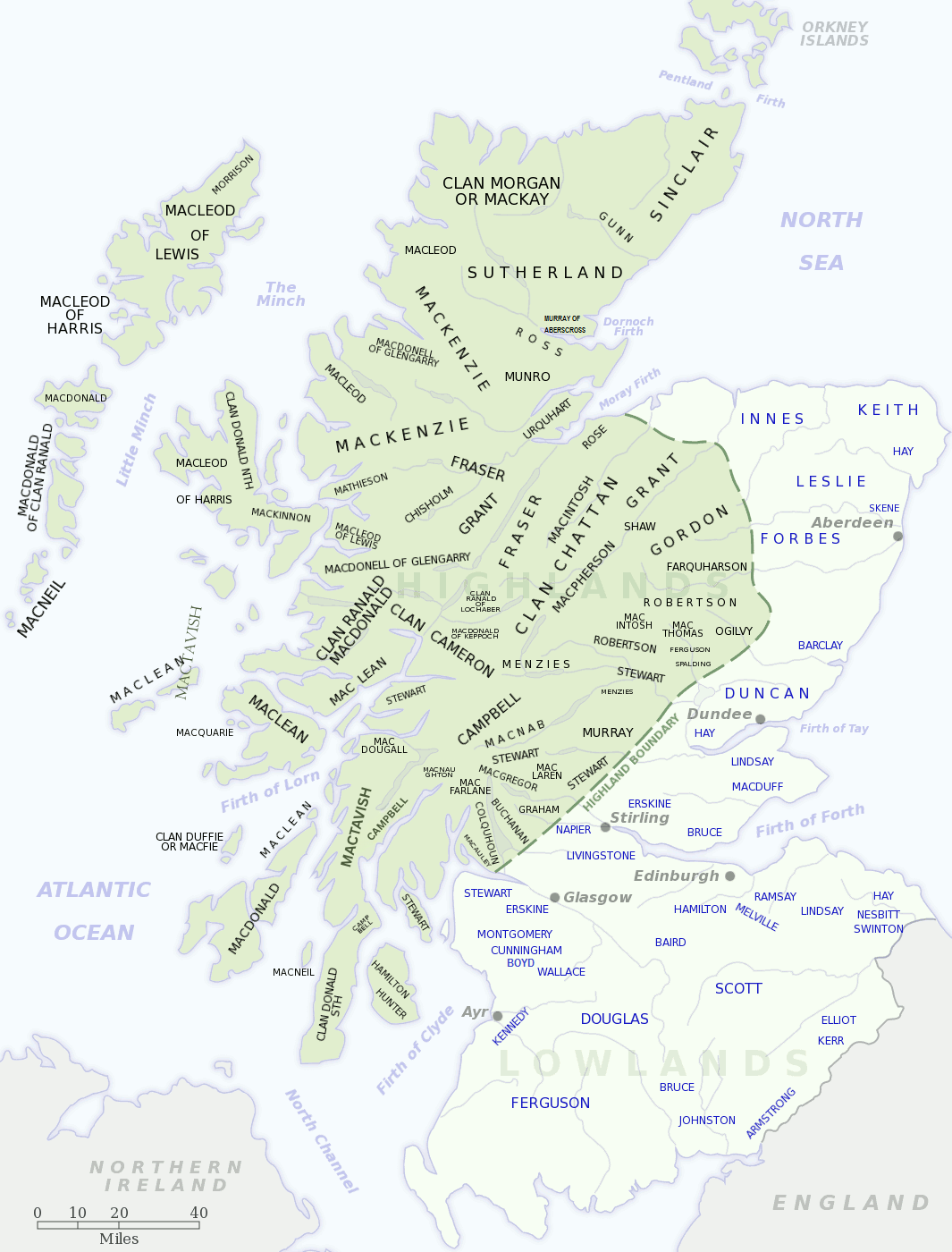
Кланы Шотландии на карте

Кланы — шотландские родовые общины с внутренним патриархальным устройством, основанные на клиентско-патронских отношениях и фикции наличия общего предка. Кланы имеют официальную структуру, признанную Лионским судом, который регулирует шотландскую геральдику и гербы. Отличительным признаком принадлежности к тому или иному клану у шотландцев является плед (ныне килт) с характерным для каждого клана рисунком (т. н. тартаном). Исторически образцы тартана ассоциировались с районами Низменности и Высокогорья, ткачи которых, как правило, производили рисунки из ткани, предпочитаемой в этих районах. Слово клан (англ. clan, гаэльск. clann) гаэльского происхождения и переводится как «отпрыски». Клановая система была разрушена в конце XVIII и в начале XIX века в результате «очистки имений» шотландских лордов от населения.

## Устройство клана
Исторически каждый шотландский клан был родовой общиной — большой группой людей, имевших гипотетического общего предка и объединённых под началом лидера или старшего в роду — вождя. Шотландская традиционная клановая система XIV—XVIII веков представляла собой своеобразную связь патриархально-родового и феодального укладов жизни, причём оба строя были неразрывно связаны и служили взаимной основой и опорой друг другу.
Основная часть шотландского клана состояла из лиц, связанных друг с другом кровным родством по линии отца. К числу родичей относились усыновлённые и признанные отцами незаконнорождённые дети, а также септы — допущенные в клан члены другого клана (зачастую родственного).
Официального списка септ кланов не существует, и решение о том, какие септы есть у клана, остается за самим кланом.

К этой же части клана причислялись люди, принятые в него за какие-либо услуги. Кроме непосредственно родственников, в клан входили сторонние лица, проживающие на территории клана: пленные, вассалы, иностранцы. 

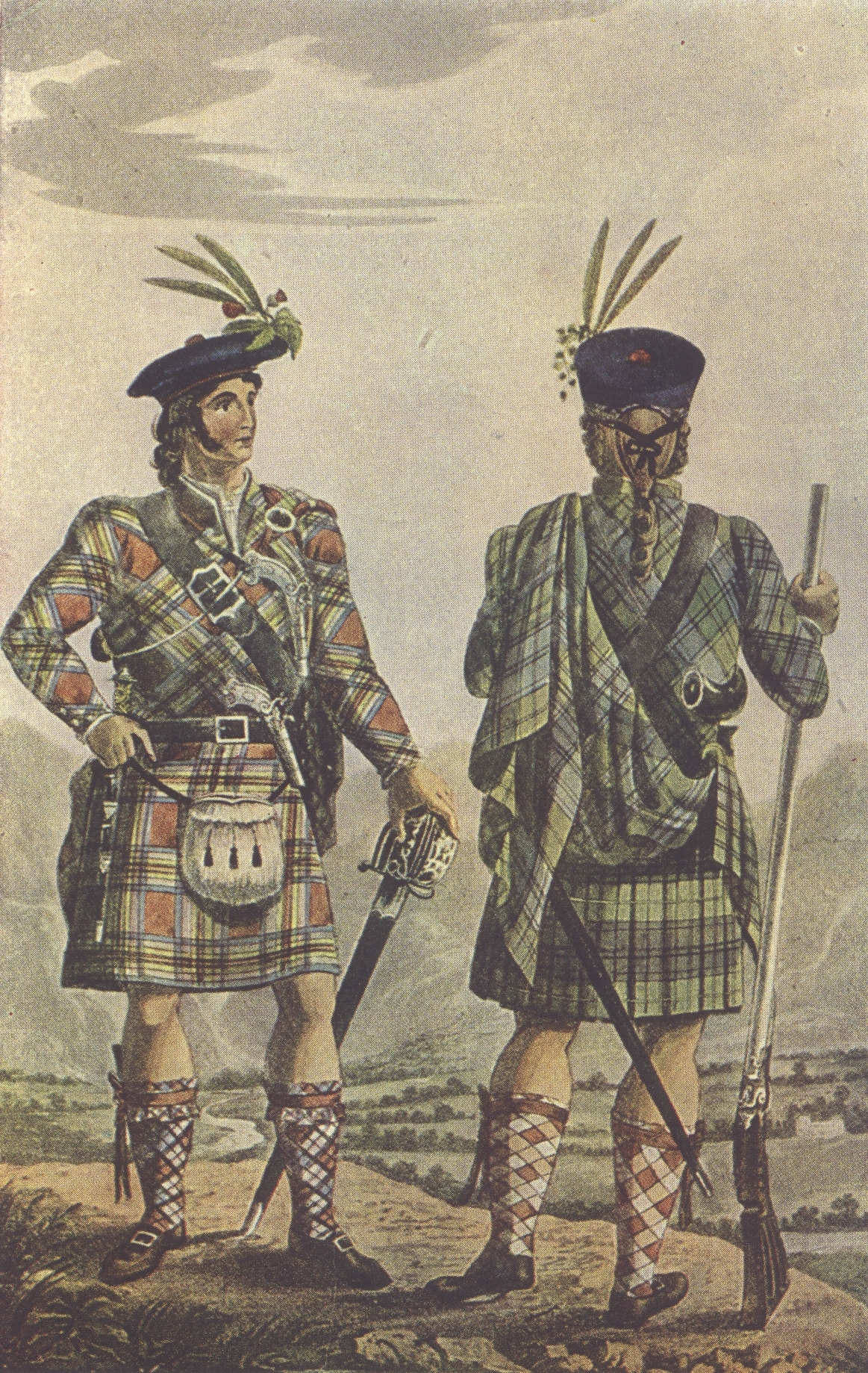
Романтическое изображение клановых вождей (из книги 1831 года)

Принадлежность к клану проходит через фамилию. Дети, которые берут фамилию своего отца, являются частью клана их отца, а не матери. Тем не менее, было несколько случаев, когда потомок по материнской линии изменял свою фамилию, чтобы претендовать на главенство клана, например покойный начальник клана Маклауд, который родился Джоном Олбридж-Гордоном и сменил свою фамилию на девичью фамилию его бабушки по материнской линии, чтобы претендовать на пост главы клана Маклаудов.
Главой клана считался вождь. Следующими по значимости являлись ближайшие родственники и наследники вождя. После них согласно иерархии чтились вожди ответвлений клана. Посредником между семейством вождя и рядовыми членами клана служили старейшины, или тексмены, принадлежавшие, как правило, к младшей линии того рода, к которому принадлежал вождь клана.
Подобным образом были устроены также ирландские кланы и септы. Клановое устройство сильнее укоренилось в изолированных, труднодоступных горных областях Шотландии, чем в равнинной части страны.

## Происхождение
Многие кланы часто претендовали на мифологических основателей, которые укрепляли их статус и давали романтическое и прославленное представление об их происхождении. Самые могущественные кланы основали свое происхождение на основе ирландской мифологии. Например, были утверждения, что клан Макдональд происходил от Конна, короля Ольстера второго века, или от Кухулина, легендарного героя Ольстера. Кланы Маккиннон и Макгрегор требовали родословной Алпина, отца Кеннета Макалпина, который объединил шотландское королевство в 843 году.
Истоки возникновения клановой системы надо искать в XIII веке, когда начало разрушаться предшествовавшее ей устройство. В это время племенные области Шотландии (Файф, Атолл, Росс, Морей, Бьюкен, Мар, Ангус, Стратерн, Леннокс, Гэллоуэй, Ментейт) постепенно начали терять своих вождей (мормэров) — местных графов и князей, чьи титулы и власть либо упразднялись, либо переходили по наследству и концентрировались в руках новой, преимущественно нормандской аристократии, среди которой больше всех преуспели чиновники шотландского двора и будущие короли Стюарты.
Как результат местное население, утратившее своих старых могущественных покровителей, выходцев из тех же земель и действительно в какой-то мере родственных себе, стало объединяться вокруг новых — лэрдов и баронов, зачастую людей чужих и пришлых, но имевших теперь законное феодальное право на землю. В то же время обновленная разнообразная элита, потомки гэлов, пиктов, норвежцев, ирландцев, норманнов, фламандцев, англосаксов и даже венгров, со своей стороны стремилась помимо юридических прав, гарантированных королевской властью, получить и «родовые»: стать «своими» на местах и заручиться поддержкой подвластных и подчиненных им людей.

## Конфликты
Средневековый клан представлял собой военизированную структуру, члены которой должны были быть готовы в любую минуту взять в руки оружие. До начала XVII века многие кланы враждовали по поводу границ и угона скота. Во время стычек нередко применялась стратегия выжженной земли, из-за чего к концу XVI века кланы острова Скай вынуждены были питаться собаками и кошками.
Вражда еще более усугублялась участием шотландских кланов в войнах между ирландскими гэлями и английской тюдоровской монархией в XVI веке. Внутри этих кланов сформировалась военная каста представителей младшего дворянства, которые были чисто воинами и которые сезонно мигрировали в Ирландию, чтобы сражаться в качестве наемников.
К XVIII веку кланы Кэмпбелл и Маккензи достигли господствующего положения благодаря искусному использованию в своих интересах конфликтов между другими кланами. Длительная вражда Кэмпбеллов с Макгрегорами привела к тому, что указом 1603 года король Яков объявил клан Грегор вне закона и по сути распустил его.
После гражданской войны 1640-х годов и особенно во время реставрации Стюартов конфликты между кланами стали решаться преимущественно судебными методами. После восстановления монархии в 1660 году случаи вражды между кланами значительно уменьшились.
Последняя битва между кланами произошла в августе 1688 года, когда схлестнулись друг с другом кланы Хаттан и Камерон.

## Разрушение
Клановая система предоставляла питательную среду для якобитских восстаний начала XVIII века ввиду удалённости горных кланов от центров администрации и их способности к быстрой мобилизации. Высадка Стюартов в Шотландии привела к расколу внутри ряда кланов. Известны случаи, когда глава клана не выезжал из замка, тогда как члены клана принимали активное участие в восстании.
После подавления восстания 1745 года герцог Камберлендский организовал депортацию целых кланов, которые поддерживали Стюартов. С точки зрения сегодняшнего дня эти действия представляли собой этнические чистки. За пределами шотландских полков было запрещено ношение одежды с рисунком из тартана, которая позволяла членам одного клана быстро идентифицировать друг друга.
По мере интеграции с английской аристократией вожди кланов всё больше подчёркивали свои права в качестве землевладельцев и отказывались от обязанностей в качестве патронов. В середине XVIII века началось массовое выселение шотландцев в колонии. Этот процесс подстегнули «очистки имений» (clearing of estates), предпринятые шотландскими лордами (вождями кланов) с целью повышения рентабельности своих поместий. Зачастую миграцию возглавляли оставшиеся не у дел старейшины клана (тексмены) в надежде воссоздать клановое устройство по другую сторону океана.

## Романтизм в Шотландии
Большая часть антикланового законодательства была отменена к концу XVIII века, когда угроза якобитов уменьшилась, а закон, ограничивающий ношение килтов, был отменен в 1782 году. Вскоре начался процесс восстановления высокогорной культуры. К XIX веку тартан был в значительной степени заброшен простыми людьми региона, хотя и сохранился в горных полках британской армии, к которым бедные горцы присоединились в большом количестве до конца наполеоновских войн в 1815 году. 
Международное увлечение тартаном и идеализацией романтизированного Высокогорья было положено в основу цикла Оссиана, опубликованного Джеймсом Макферсоном (1736—1796). Макферсон утверждал, что нашел стихи, написанные древним бардом Оссианом, и опубликовал переводы, которые приобрели международную популярность. Горские аристократы основали Горские общества в Эдинбурге (1784) и других центрах, включая Лондон (1788). 
Образ романтического нагорья был далее популяризирован работами Вальтера Скотта. Его «постановка» королевского визита короля Георга IV в Шотландию в 1822 году, когда король надел тартан, привела к резкому росту спроса на килты и тартаны, которые не могли быть удовлетворены шотландской льняной промышленностью.

## Список кланов

### Горные кланы
- Андерсон (Anderson)
- Аркарт (Urquhart)
- Артур (Arthur)
- Бетюн (Bethune)
- Гамильтон (Hamilton)
- Ганн (Gunn)
- Глас (Glas)
- Гордон (Gordon)
- Грант (Grant)
- Гэлбрейт (Galbraith)
- Драммонд (Drummond)
- Дэвидсон (Davidson)
- Камерон (Cameron)
- Кинкейд (Kincaid)
- Колкахун (Colquhoun)
- Кэмпбелл (Campbell)
- Кэмпбелл из Бредалбэйна (Campbell of Breadalbane)
- Кэмпбелл из Кодора (Campbell of Cawdor)
- Ламонт (Lamont)
- Лесли (Leslie)
- Логан (Logan)
- Магилливрей (McGillivray)
- Макайвер (McIver)
- Макалистер (McAlister)
- Макальпин (McAlpine)
- Макбин (McBean)
- Макбрэйн (McBrayne)
- Макгрегор (McGregor)
- Макдауэлл (McDowall)
- Макдональд (McDonald)
- Макдональд из Кеппоха (McDonald of Keppoch)
- Макдональд из Кланраналда (McDonald of Clanranald)
- Макдональд из Слита (McDonald of Sleat)
- Макдоннел из Гленгарри (McDonell of Glengarry)
- Макдугалл (McDougall)
- Макай (McKay)
- Макензи (McKenzie)
- Маккиннон (McKinnon)
- Макиннс (McInnes)
- Макинтайр (McIntyre)
- Макинтош (McKintosh)
- Маккаллум (McCallum)
- Маккоркодейл (McCorquodale)
- Маккуарри (McQuarrie)
- Маккуин (McQueen)
- Макларен (McLaren)
- Маклауд (McLeod)
- Маклауд из Льюиса (McLeod of the Lewes)
- Маклахлан (McLachlan)
- Макленнан (McLennan)
- Маклин (McLean)
- Макмиллан (McMillan)
- Макнаб (McNab)
- Макникейл (McNeacail)
- Макникол (McNicol)
- Макнил (McNeil)
- Макнотен (McNaghten)
- Маколей (McAulay)
- Макрей (McRae)
- Мактавиш (McTavish)
- Мактомас (McThomas)
- Макфарлан (McFarlane)
- Макферсон (McPherson)
- Макфи (McFie)
- Манро (Munro)
- Маррей (Murray)
- Маррей из Атолла (Murray of Atholl)
- Мингис (Menzies, прочтение /ˈmɪŋɪs/ MING-iss)
- Мерсер (Mercer)
- Монкриф (Moncreiffe)
- Моррисон (Morrison)
- Мур (Muir)
- Мэтисон (Matheson)
- Непьер (Napier)
- Николсон (Nicolson)
- Огилви (Ogilvy)
- Олифант (Oliphant)
- Раттрей (Rattray)
- Робертсон (Robertson)
- Росс (Ross)
- Роуз (Rose)
- Сазерленд (Sutherland)
- Синклер (Sinclair)
- Скримжур (Scrymgeour)
- Стюарт (Stewart)
- Стюарт из Аппина (Stewart of Apin)
- Стюарт из Бьюта (Stuart of Bute)
- Фаркуарсон (Farquharson)
- Флетчер (Fletcher)
- Форрестер (Forrester)
- Фрейзер (Fraser)
- Хаттан (Chattan)
- Чизолм (Chisholm)
- Шоу (Shaw)

### Равнинные кланы
- Адам (Adam)
- Анструтер (Anstruther)
- Арбётнотт (Arbuthnott)
- Армстронг (Armstrong)
- Бакстер (Baxter)
- Баннатайн (Bannatyne)
- Баннермэн (Bannerman)
- Барклай (Barclay)
- Барнетт (Burnett)
- Белл (Bell)
- Биссетт (Bissett)
- Блэр (Blair)
- Бойд (Boyd)
- Бойл (Boyle)
- Бортвик (Borthwick)
- Босвелл (Boswell)
- Браун (Broun)
- Броди (Brodie)
- Брюс (Bruce)
- Бьюкен (Buchan)
- Бьюкенен (Buchanan)
- Бэлфор (Balfour)
- Бэрд (Baird)
- Вардлоу (Wardlaw)
- Вейр (Weir)
- Вишарт (Wishart)
- Вуд (Wood)
- Гамильтон (Hamilton)
- Гардин (Gardyne)
- Гатри (Guthrie)
- Гибсон (Gibsone)
- Глен (Glen)
- Глэдстейнс (Gladstaines)
- Грирсон (Grierson)
- Грэй (Gray)
- Грэхэм (Graham)
- Гэйр (Gayre)
- Далзелл (Dalzell)
- Далримпл (Dalrymple)
- Данбар (Dunbar)
- Данлоп (Dunlop)
- Дандас (Dundas)
- Даррох (Darroch)
- Джардин (Jardine)
- Джонстон (Johnstone)
- Дуглас (Douglas)
- Дьюар (Dewar)
- Дэннистун (Dennistoun)
- Инглис (Inglis)
- Иннс (Innes)
- Ирвинг (Irvine)
- Каннингем (Cunningham)
- Кармайкл (Carmichael)
- Карнеги (Carnegie)
- Каткарт (Cathcart)
- Кеннеди (Kennedy)
- Керкпатрик (Kirkpatrick)
- Керр (Kerr)
- Киннер (Kinnear)
- Киннинмонт (Kinninmont)
- Киннэрд (Kinnaird)
- Кит (Keith)
- Клелланд (Clelland)
- Кокбёрн (Cockburn)
- Колвилль (Colville)
- Колдер (Calder)
- Комин (Cumming)
- Кохрен (Cochrane)
- Крайтон (Crichton)
- Кроуфорд (Crawford)
- Крэйг (Craig)
- Крэнстоун (Cranstoun)
- Лайл (Lyle)
- Лайон (Lyon)
- Ламсден (Lumsden)
- Леннокс (Lennox)
- Лермонт (Learmonth)
- Лесли (Leslie)
- Ливингстон (Livingstone)
- Линдсей (Lindsay)
- Лиск (Leask)
- Литтл (Little)
- Логан (Logan)
- Локхарт (Lockhart)
- Майорибэнкс (Marjoribanks)
- Макдафф (McDuff)
- Макгилл (Makgill)
- Маккаллох (McCulloch)
- Маки (McKie)
- Маклеллан (McLellan)
- Максвелл (Maxwell)
- Макэвен (McEwen)
- Мар (Mar)
- Мау (Mow)
- Мейтленд (Maitland)
- Мелвилл (Melville)
- Миддлтон (Middleton)
- Монтгомери (Montgomery)
- Моффат (Moffat)
- Мур (Muir)
- Мурхед (Muirhead)
- Несбитт (Nesbitt)
- Ньюлендс (Newlands)
- Ньютон (Newton)
- Нэрн (Nairn)
- Охинлек (Auchinleck)
- Паттерсон (Patterson)
- Пейсли (Paisley)
- Пенникук (Pennycook)
- Пёрвс (Purves)
- Питкэрн (Pitcairn)
- Поллок (Pollock)
- Престон (Preston)
- Примроуз (Primrose)
- Прингл (Pringle)
- Рамсей (Ramsay)
- Резерфорд (Rutherford)
- Ридделл (Riddell)
- Ролло (Rollo)
- Рутвен (Ruthven)
- Семпилл (Sempill)
- Сетон (Seton)
- Скин (Skene)
- Скотт (Scott)
- Сомервилль (Somerville)
- Спенс (Spens)
- Стерлинг (Stirling)
- Страхан (Strachan)
- Стрейндж (Strange)
- Стюарт (Stewart)
- Суинтон (Swinton)
- Сэндилендс (Sandilands)
- Твиди (Tweedie)
- Тернбулл (Turnbull)
- Троттер (Trotter)
- Уайтлоу (Whitelaw)
- Уолкиншоу (Walkinshaw)
- Уоллес (Wallace)
- Уотсон (Watson)
- Уэддерберн (Wedderburn)
- Уимсс (Wemyss)
- Фергюсон (Ferguson)
- Флеминг (Fleming)
- Фолконер (Falconer)
- Форбс (Forbes)
- Форсайт (Forsyth)
- Фуллартон (Fullarton)
- Холдейн (Haldane)
- Хантер (Hunter)
- Хендерсон (Henderson)
- Хогг (Hogg)
- Хорсбро (Horsburgh)
- Хьюм (Home)
- Хоуп (Hope)
- Хьюстон (Houston)
- Хей (Hay)
- Хэйг (Haig)
- Хэнни (Hannay)
- Хепбёрн (Hepburn)
- Чалмерс (Chalmers)
- Чартерис (Charteris)
- Эберкромби (Abercromby)
- Эгню (Agnew)
- Эллиот (Elliot)
- Элфинстоун (Elphinstone)
- Эрскин (Erskine)
- Янг (Young)